# FK Sloboda Užice
Sloboda Užice (serbisch:Фудбалски клуб Слобода Ужице, Fudbalski klub Sloboda Užice), oder einfach Sloboda, ist ein serbischer Fußballverein aus der Stadt Užice. Er spielt aktuell in der Srpska Liga, der dritthöchsten Spielklasse im serbischen Fußball. Der Name Sloboda bedeutet übersetzt „die Freiheit“.

## Geschichte

### 1925 bis 1945 – Anfänge als URSK Sloboda
Gegründet wurde der Klub 1925 in Užice auf Initiative lokaler Arbeiter als Teil des Sportvereins URSK Sloboda (Užički Sportski klub Sloboda, Užičaner Arbeitersportklub Sloboda). Ins Leben gerufen wurde er durch die kommunistischen Aktivisten Miloš Marković und Josip Šiber. Auf Markovićs Bemühungen hin wurde zwei Jahre zuvor bereits Radnički Niš gegründet. Von Anfang an hatte der Fußball im Verein die höchste Priorität gegenüber den anderen Sportarten. Die erste offizielle Begegnung spielte man am 24. Juni 1926 gegen Mladi Radnik, dem heutigen FK Radnički 1923 Kragujevac, die 2:2-Unentschieden endete. In der Saison 1928/1929 begann der Klub mit sechs weiteren Vereinen in der regionalen Morava-Liga zu spielen. 1929 trat die Fußballabteilung auch dem Jugoslawischen Fußballbund bei.
Aufgrund finanzieller Schwierigkeiten konnte der Klub Anfang der 1930er nicht mehr am Ligageschehen teilnehmen und spielte daher nur Freundschaftsspiele. Während dieser Periode reduzierte der Verein seine Aktivitäten. Gleichzeitig fokussierten sich seine Mitglieder immer mehr in Richtung Politik. Aufgrund ihrer Verbindungen zu Gewerkschaften wurde der Verein von immer mehr Mitgliedern und Sympathisanten der damaligen verbotenen Bundes der Kommunisten Jugoslawiens infiltriert, die in der Užice immer mehr an Bedeutung gewannen.
Die Behörden reagierten, indem sie 1932 die Erlaubnis zur Nennung des Begriffs Radnički im Vereinsnamen zurückzogen. Radnički bedeutet so viel wie „Arbeiter“ und stammt aus der Beziehung des Klubs zur Arbeiterbewegung. Im Dezember desselben Jahres entzog man dem Verein schließlich die Lizenz und zwang ihn aufgrund des Vorwurfes der Verbreitung pro-kommunistischer Ideen seine Tätigkeiten einzustellen. Nachdem die Gründer aus der kommunistischen Partei ausgeschieden waren, fusionierte man mit dem FK Era, einem weiteren Verein der Stadt, und hieß von nun an USK Građanski (Užički Sportski klub Građanski, Užičer Sportklub Građanski, während Građanski mit „Bürgerlich“ zu übersetzen ist). Fortan erfolgte die Distanzierung vom Kommunismus und die Förderung einer neuen Identität als Verein der Bürger Užices.
1937 gewann man die Morava-Liga und somit die erste Meisterschaft, jedoch gelang der Aufstieg nicht aufgrund der Playoff-Niederlage gegen Erdoglija aus Kragujevac. 1938 wurde der Vereinsbetrieb erneut durch die Behörden eingestellt, doch bereits nach einem Jahr wurde das Verbot wieder aufgehoben und der Verein setzte seinen Spielbetrieb nun als Budućnost Užice fort. Während des Zweiten Weltkriegs musste der Klub seine Aktivitäten jedoch erneut einstellen, denn das Königreich Jugoslawien wurde im April 1941 von den Achsenmächten überfallen, besetzt und aufgeteilt. Die Region um Užice fiel unter die Verwaltung der Wehrmacht, jedoch wurde die Stadt in der Folge ein Widerstandszentrum der Partisanen. Während der Befreiungskämpfe fielen zahlreiche Vereinsmitglieder, darunter auch Spieler und Unterstützer des Vereins. Ende 1944 zogen sich die Deutschen endgültig zurück und ab 1945 konnte wieder Fußball gespielt werden.

### 1945 bis 1993 – Aufstiege und tiefer Fall
Am 5. Mai 1945 erhielt der Verein seinen ursprünglichen Namen Sloboda zurück, was übersetzt „die Freiheit“ bedeutet, und lief nun als Sloboda Titovo Užice auf. In der darauffolgenden Periode der kommunistischen Herrschaft trug die Stadt bis 1992 nach dem jugoslawischen Präsidenten Josip Broz Tito die Bezeichnung Titovo Užice, was Titos Užice hieß. Im nächsten Jahr gewann Sloboda zum zweiten Mal die Morava-Liga und spielte fortan in den höheren Ligen Serbiens. Gleichzeitig gehörte man aufgrund einer Neuorganisierung des jugoslawischen Fußballverbandes von nun an dem Verband von Kragujevac an.
Während dieser Periode stieg man bis in die serbische Liga auf, damals noch eine regionale Liga. 1956 erreichte der Verein seinen bis dahin größten Erfolg, indem er in die sogenannte IV Zona(IV Zone) aufstieg, eine der fünf Unterligen der 2. jugoslawischen Liga, in der sich Sloboda jedoch nicht halten konnte. In den folgenden Jahren verpasste Sloboda Užice zwei weitere Male als Meister des Verbandes von Kragujevac den Aufstieg in die 2. Liga. 1963 scheiterte man ein drittes Mal während der Qualifikation am FK Bor. 1965 gelang schließlich nach knapp zehn Jahren die Rückkehr in die 2. Liga.
In den zwei darauffolgenden Spielzeiten verpasste der Verein als Herbstmeister den Meisterschaftssieg und somit auch den Aufstieg in die 1. jugoslawische Liga. In den folgenden Jahren stagnierte die Entwicklung von Sloboda und nach einer Reorganisierung des Ligasystems spielte man schließlich in der serbischen Liga weiter. 1980 war man wieder Mitglied der 2. Liga Ost, in der man sich schließlich etablieren konnte, so wurde man 1988 auch Teil der neuen einheitlichen 2. Liga und stand 1992 sogar kurz vor dem Aufstieg.
Die 2. Liga Jugoslawiens hatte bis 1992 Bestand, denn im nationalen Wettbewerb verließen die Vereine aus Kroatien und Slowenien die Liga nach der Saison 1990/91, nachdem diese Länder ihre einseitige Unabhängigkeit erklärt hatten. Die mazedonischen Vereine folgten ihnen nach der Saison 1991/92, während die meisten Mannschaften aus Bosnien und Herzegowina die Saison nicht beendeten, da dort bereits im April der Bosnienkrieg ausbrach. Nachdem das Land aufgrund des Jugoslawienkriegs in seine Einzelstaaten zerfallen war, arrangierten sich Serbien und Montenegro und formten im April 1992 ein neues Jugoslawien, jedoch wurden bereits kurz darauf gegen das Land aufgrund des Bürgerkrieges UN-Sanktionen verhängt.
Zusätzlich entschied die UEFA, die bereits im EM-Quartier eingetroffene Jugoslawische Fußballnationalmannschaft von der Europameisterschaft 1992 auszuschließen. Es folgte auch die Ausschließung aller jugoslawischen Vereine aus allen europäischen Wettbewerben. Dies führte schließlich zur Verdrängung des bis dahin erfolgreichen jugoslawischen Fußballs aus der internationalen Fußball-Szene, womit der Slogan Sport ist Sport, da hat Politik keinen Platz hier keine Berücksichtigung fand. Während der Saison 1994/95 erlaubte die UEFA allen jugoslawischen Fußballvereinen wieder am Europapokal teilzunehmen, während die Nationalmannschaft weiterhin ausgeschlossen blieb.
Schließlich traf ein weiteres Schicksal die jugoslawischen Vereine. Denn anstatt dort weitermachen zu dürfen, wo die Vereine im Frühjahr 1992 aufhören mussten, beschloss die UEFA, dass die bis dahin erreichten Punkte für die UEFA-Fünfjahreswertung aller jugoslawischen Vereine annulliert werden sollten. Dieser Beschluss, der Zerfall des Landes, der Liga sowie dessen unmittelbare Folgen, sollte schließlich langfristig katastrophale Auswirkungen auf den gesamten jugoslawischen Fußball haben, so auch für Sloboda Užice. Zwar stieg 1993 der Klub erstmals in die 1. Liga auf, jedoch zu einem äußerst ungünstigen Zeitpunkt, so folgte in den darauf folgenden Spielzeiten schließlich ein konstanter Fall in die unteren Ligen des Landes.

### 1993 bis heute – Zeit der Tristesse und Rückkehr in die Erstklassigkeit
Ab Mitte der 1990er fiel Sloboda in eine tiefe Krise. Der Verein fiel in die Unterklassigkeit und verbrachte dort einen großen Teil während dieser Periode. Das Jahr 2010 markierte jedoch einen Wendepunkt. In der Saison 2009/10 spielte man in der Serbischen Liga West, einer der vier dritten Ligen Serbiens. Am 24. Juni 2010 vereinigten sich Sloboda Užice und der Zweitliga-Verein Sevojno aus dem gleichnamigen Ortsteil von Užice zum Sloboda Point Sevojno Užice. Dieser spielte, nachdem Sevojno in der Saison 2009/10 mit dem zweiten Platz den Aufstieg geschafft hatte, in der Saison 2010/11 in der höchsten serbischen Liga, der SuperLiga, und konnte auch mit einem 6. Platz den Klassenerhalt sichern. Seit der Saison 2011/12 heißt der Verein wieder Sloboda Užice.
Ein bekannter ehemaligen Spieler und Trainer des Vereins ist der ehemalige Trainer der ghanaischen Fußballnationalmannschaft Milovan Rajevac. Ebenfalls spielte bei dem Verein der ehemalige Trainer der serbischen Fußballnationalmannschaft Radomir Antić. Radomir Antić trainierte unter anderem auch die spanischen Spitzenvereine Real Madrid, Atlético Madrid und den FC Barcelona. Außerdem spielte Verteidiger Nemanja Vidić in der Jugend von Sloboda Užice. Die als Slobodaši bekannten Anhänger Slobodas unterstützen traditionell alle Vereine der Sloboda-Familie.
Nach acht Spielzeiten in der Zweiten Liga Serbiens stieg der Verein in der Saison 2024/25 als Tabellenletzter in die drittklassige Srpska Liga Zapad ab.

## Stadion

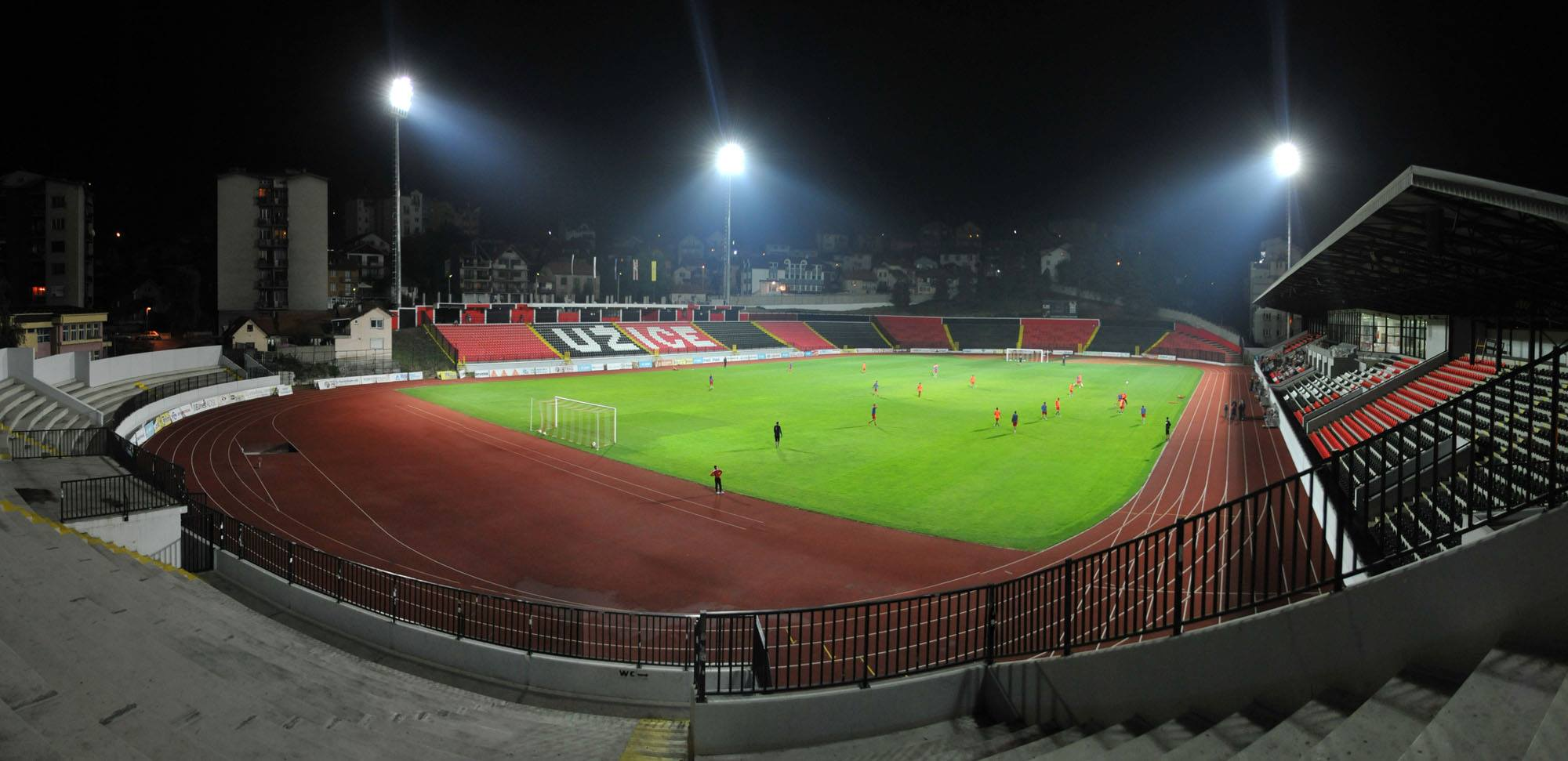
Blick auf das Gradski stadion Užice 2013.

Das Heimstadion von Sloboda Užice ist das 1947 erbaute Gradski stadion Užice, das auch unter dem Namen Stadion 24. Septembar oder Stadion Slobode bekannt ist und heute 12.000 Zuschauern Platz bietet. Vor dem offiziellen Eröffnungsspiel kam es am 9. Juni 1946 zum Testspiel zwischen Sloboda und Slavija Sarajevo. Das Stadion wurde am 24. September mit einem Freundschaftsspiel zwischen der Heimmannschaft und Partizan Belgrad offiziell eröffnet, das 0:6 endete.
Ein Jahr zuvor befreiten die Partisanen am selben Tag die Stadt Užice von der Besatzung durch die Wehrmacht, daher wurde dieses Datum ausgewählt und ist Ursprung des Spitznamens Stadion 24. September. Der Besucherrekord wurde 1967 aufgestellt. Im Jugoslawischen Fußballpokal war Roter Stern Belgrad Gegner der Hausherren vor 18.000 Zuschauern. Die Partie endete mit einem 1:2 für die Belgrader. Eine erste Renovierung fand 1980 statt.
Die erste Begegnung nach einem umfangreichen Umbau zwischen 2010 und 2011 fand am 21. August 2011 statt. Gegner Partizan wurde mit 2:1 bezwungen. Am 26. Juli 2013 wurde bekannt, dass das Stadion mit einer Flutlichtanlage ausgestattet wird. Das erste Spiel unter Flutlicht war die Partie des 5. Spieltages der SuperLiga am 14. September 2013 ebenfalls gegen Partizan.

## Trainer
- Milovan Rajevac (1996)